# 汪啟淑

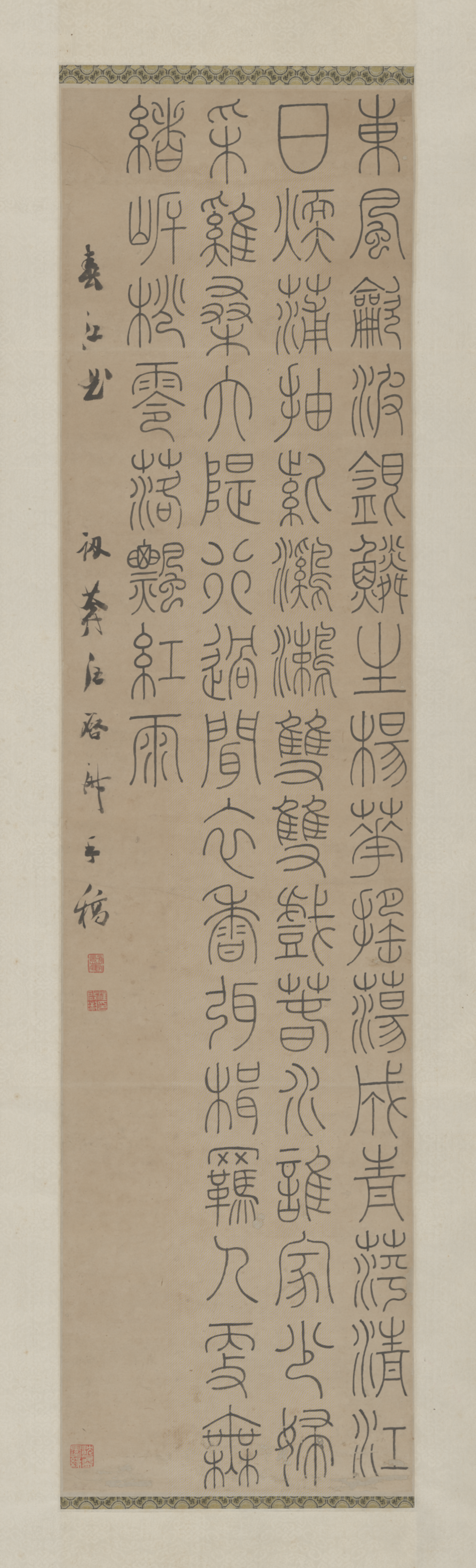
汪启淑篆书《春江曲》（北京故宫博物院藏）

汪启淑（1728年—1798年），字慎仪，号秀峰，又号讱葊，安徽徽州府歙县绵潭（今属深渡镇）人，清代藏书家。官至兵部郎中。

## 生平
祖先经营盐业，雍正戊申六年（1728年）七月初二日子时出生，父亲汪岐亭（字左黄，1685-1736）。
汪家寓居杭州钱塘县省城东部横河畔靠近城墙处的小粉场，又名小粉墙北街，住宅名为“飞鸿堂”。汪启淑因经营浙盐的运销，也常在松江西关外金沙滩（今属上海市松江区岳阳街道金沙滩社区）居住，此地为盐商社区，靠近松江批验所。康熙二十八年（1689年），汪启淑的祖辈在金沙滩购置房产 。
汪启淑喜欢藏书，有藏书楼名“开万楼”。嗜印章，收集印章至數萬顆，還請當時名人吴兆杰、董洵、王毂、汪肇龙、桂馥等人為其刻印。嘉庆四年（1799年）卒。印章多被黄宾虹所收購。
嘉庆戊午三年（1798）九月三十日，汪启淑在松江去世，享年七十一岁。葬于歙县小溪（绵潭的东北）。

## 著作
著有《焠掌录》、《水漕清暇录》、《撷芳集》、《兰溪棹歌》、《小粉场杂识》、《續印人傳》等。

## 家庭
- 妻方氏
- 续娶康氏，松江人。
- 妾顾氏，苏州人，
- 妾沈氏，松江人

## 延伸阅读
[在维基数据编辑]
 在维基文库阅读此作者作品（ 在维基共享资源阅览影像）